# Pierre d'Osma
Pierre d'Osma, ou Pierre de Bourges, est un ecclésiastique français ayant fait carrière en Espagne (XIe – XIIe siècle). Originaire de Bourges, voire de Béziers, il devint évêque d'Osma (Castille) en 1101, et mourut à Palencia le 2 août 1109. Il est reconnu saint catholique (« saint Pierre d'Osma »), fêté le 2 août.

## Biographie
Sa biographie est très incertaine, reposant sur des données traditionnelles d'attestation souvent tardive. D'après ces données, c'était l'un des moines clunisiens français que Bernard de Sédirac, premier archevêque de Tolède après la Reconquista, fit venir en Castille pour y restaurer l'Église. Il fut d'abord archidiacre de Tolède sous l'archevêque Bernard, puis, en 1101, choisi par lui pour être évêque d'Osma. Il fut le restaurateur du diocèse après une longue vacance pendant la période musulmane, et fit entreprendre la construction de la cathédrale romane qui précéda l'édifice gothique actuel. Il mourut de maladie à Palencia en revenant des funérailles du roi Alphonse VI au monastère de Sahagún, et sa dépouille fut transportée dans sa cathédrale. Un autre français, Raymond de La Sauvetat, lui succéda. 
Il existe une Vita sancti Petri Oxomensis episcopi conservée dans la bibliothèque capitulaire d'El Burgo de Osma (ms. 2B), et publiée par le bénédictin dom François Plaine.